# Liga Nacional de Robótica de Competición
La Liga Nacional de Robótica de Competición, más conocida como liga de robots (y a veces referida por las siglas LNRC), es un organismo fundado en 2009 con el objetivo de lograr la estandarización, difusión y crecimiento de los  clubes y las competición de robótica que se celebran en España desde finales del siglo XX.

## Historia
La LNRC fue fundada el 1 de enero de 2009 por una entidad privada. La primera competición puntuable en la liga fue Cosmobot 2009, un evento realizado en el museo CosmoCaixa Alcobendas en el que se celebraron las categorías de Sumo 3Kg y velocistas. La liga ha tenido cobertura en TV y medios de prensa que alaban la independencia de la liga de productos específicos de Lego, Vex u otros proveedores específicos en el desarrollo de las competiciones.
En la liga Española cada año entre cinco y diez eventos diferentes han puntuado con diferentes categorías (inicialmente sumo y velocistas) en los estadillos de la liga, decidiéndose un ganador a final de temporada sobre la base de las victorias obtenidas. 
Durante las tres primeras temporadas el calendario empezó en enero de cada año, desde la cuarta temporada se inicia el calendario de competiciones en septiembre, aprovechando el verano para incentivar la aparición de nuevas competiciones e impulsando la creación de nuevos equipos. Algunas competiciones recientes como las realizadas en GMV, Euskobot o la Madrid Games Week fueron impulsadas desde la liga.
La temporada 2015-2016 experimentó un crecimiento importante precisamente coincidiendo con el final de la crisis.
En marzo de 2019 la LNRC interrumpió la temporada por primera vez en su historia debido al COVID y retomó el competitivo en 2022 con una nueva categoría basada en el género de videojuegos "Battle Royale".

### Otras ligas latinas
En 2012 empezó a funcionar la Liga Nacional de Robótica  de Argentina que tiene una estructura basada en la colaboración de las asociaciones de estudiantes universitarios, escuelas de nivel medio y público en general. Desarrolla su actividad desde el mes de marzo hasta el mes de noviembre donde se participan de las categorías Sumo, MiniSumo, Carreras, Laberinto y Futbol.
Existen referencias en Internet a otras ligas como la Mexicana sin embargo no han tenido continuidad suficiente para considerarse ligas de pleno derecho.

### Evolución en categorías
A medida que la calidad de los robots ha ido evolucionando se han ido realizando modificaciones en las categorías puntuables: en la sexta temporada se introdujo la categoría de carreras autónomas, en la séptima se retiró la categoría de sumo 3 kilos y en la octava temporada se introdujo humanoides como categoría puntuable.

## Histórico de puntuaciones[13]
| Temporada   | Competiciones | Equipo     | CCAA                              | Puntuación | % de puntos |
| ----------- | ------------- | ---------- | --------------------------------- | ---------- | ----------- |
| 2008-2009   | 8             | AckStorm   | Bandera de Cataluña               | 775        | 35,23%      |
| 2009-2010   | 11            | DPEBots    | Bandera de la Comunidad de Madrid | 1750       | 57,85%      |
| 2010-2011   | 9             | DPEBots    | Bandera de la Comunidad de Madrid | 1200       | 48,48%      |
| 2011-2012   | 10            | Smith      | Bandera de Cataluña               | 1100       | 40,00%      |
| 2012-2013 * | 10            | Smith      | Bandera de Cataluña               | 2000       | 72,72%      |
| 2013-2014   | 5             | Smith      | Bandera de Cataluña               | 475        | 34,54%      |
| 2014-2015   | 10            | K2Robotics |                                   | 800        | 29,09%      |
| 2015-2016   | 14            | Smith      | Bandera de Cataluña               | 1225       | 31,81%      |
| 2016-2017   | 8             | Puma Pride | Bandera de Castilla-La Mancha     | 800        | 41,55%      |
| 2017-2018   | 9             | Smith      | Bandera de Cataluña               | 1080       | 26,80%      |

* Último año sin límite de robots por equipo, desde la siguiente temporada solo un robot por equipo puede competir en cada categoría y evento.